# Feryal Özel
Feryal Özel, née le 27 mai 1975 à Istanbul, est une astrophysicienne turco-américaine. Elle est spécialiste de la physique des objets compacts et de l'astrophysique des hautes énergies. Elle est professeure d'astronomie à l'université de l'Arizona.

## Biographie

### Études
En 1992, Feryal Özel effectue ses études secondaires à l'Üsküdar American Academy d'Istanbul. En 1996, elle obtient son baccalauréat universitaire en physique et mathématiques appliquées à l'université Columbia. En 1997, elle obtient une maîtrise universitaire ès sciences en physique à l'Institut Niels-Bohr de Copenhague. En 2002, elle soutient sa thèse de doctorat en astrophysique à l'université Harvard sur les étoiles à neutrons.

### Carrière
Entre 2002 et 2005, elle effectue ses recherches postdoctorales à l'Institute for Advanced Study où elle travaille sur le télescope Hubble. Elle est professeure à université de l'Arizona depuis 2005. Elle fait partie de plusieurs missions de recherche. Depuis 2010, elle fait partie de la mission Neutron Star Interior Composition Explorer de la NASA dont l'objectif est l'étude de la structure interne des étoiles à neutrons. Depuis 2010, elle fait également partie du projet Large Observatory For X-ray Timing dont le but est d'observer les régions où règnent des champs de gravité élevés c'est-à-dire les trous noirs et les étoiles à neutrons. Elle fait partie du groupe d'évaluation par les pairs pour l'observatoire Chandra. En 2013 , elle participe à la feuille de route pour les 30 ans à venir en astrophysique de la NASA. Elle participe également au projet Event Horizon Telescope, qui publie les premières images du trou noir supermassif M87* le 10 avril 2019,,. Elle fait également partie du projet de Télescope à rayons X LYNX et d'un projet sur les Superordinateurs.

## Honneurs et récompenses
- 2001 : membre de la Société américaine de physique
- 2012-2013 : membre du Radcliffe Institute for Advanced Study
- 2013 : prix Maria Goeppert Mayer de la Société américaine de physique
- 2016 : Bourse Guggenheim[5]
- 2023 : Astéroïde (110625) Feryalözel nommé en son honneur.